# Pancrace Bessa
Pancrace Bessa (Parigi, 1º gennaio 1772 – Écouen, 11 giugno 1835) è stato un pittore, incisore e illustratore francese, noto per le sue illustrazioni botaniche.

## Biografia
Fu allievo dell'incisore Gérard van Spaendonck e lavorò con Pierre-Joseph Redouté del quale assimilò il delicato trattamento dei particolari dei soggetti, normalmente fiori e frutti e più raramente animali. Nel 1816, la duchessa di Berry, nuora di Carlo X, lo prese sotto la sua protezione, scegliendolo come insegnante di pittura di tutta la famiglia. Il Bessa produsse anche, per la famiglia reale, le Velins du Roi, una raccolta di acquerelli.
Insieme con Redouté, Jean-Louis Prévost e Adélaïde Labille-Guiard il Bessa portò la Francia al vertice nel genere della pittura botanica e collaborò con Redouté alla Histoire des Arbres Forestiers de L'Amérique Septentrionale del botanico François-André Michaux, apparsa tra il 1810 e il 1813. Fece anche 572 acquerelli per L'Herbier Général de L'Amateur, pubblicato tra il 1810 e il 1826. Collaborò anche alla realizzazione de Les Vélins du Roi, un compendio di disegni di piante e animali oggi conservato nel Museo di Storia Naturale di Parigi.
Nel 1821 una Histoire des Tulipes seguita da una Histoire des Roses, e nel 1823 successe a Henri Redouté nella funzione di pittore del Museo di storia naturale di Parigi. Il suo ultimo lavoro è la Flore des Jardiniers, pubblicata nel 1836.